# Государственная фармакопея Российской Федерации
Государственная фармакопея Российской Федерации (с др.-греч. φαρμακον — лекарство, яд и др.-греч. ποιη — делаю, изготовляю) — основной нормативный документ, сборник стандартов и положений, определяющий показатели качества выпускаемых в РФ лекарственных субстанций и изготовленных из них препаратов. В связи с непрерывным развитием фармацевтической науки и фармацевтического анализа, необходимостью вносить новые методы анализа и новые препараты, Государственная фармакопея РФ периодически переиздается.

## История Государственной фармакопеи Российской Федерации
В России первая фармакопея была издана в 1765 году на латинском языке, это было негосударственное издание, предназначавшееся для нужд военных госпиталей.
Первая государственная гражданская фармакопея России (Pharmacopoea Rossica, на латинском языке) вышла в 1778 году. Вторая государственная фармакопея была издана в 1798 году; в 1802 году она была переведена на русский язык, став первой в истории фармакопеей на национальном языке.
Первое официальное издание фармакопеи на русском языке вышло в 1866 году.
Во второй половине XIX века большой вклад в развитие российских фармакопей внёс профессор и академик Ю. К. Трапп, составитель третьего издания государственной фармакопеи (1880), а также «Военной фармакопеи» (1864), «Морской фармакопеи» (1869), «Придворной фармакопеи» (1871) и «Карманной фармакопеи» (1881).
Главным редактором седьмого издания государственной фармакопеи (1925) был академик АН СССР А. Е. Чичибабин.
Список официальных изданий фармакопеи на русском языке:
- Первое издание Фармакопеи России опубликовано в 1866 г.
- Втopoe издание Фармакопеи России — в 1871 г.
- Третье издание Фармакопеи России — в 1880 г.,
- Четвёртoe издание Фармакопеи России — в 1891 г.,
- Пятoe издание Фармакопеи России — в 1902 г.,
- Шестoe издание Фармакопеи России — в 1910 г.,
- Седьмoe издание Фармакопеи СССР — в 1925 г. ,
- Восьмoe издание Фармакопеи СССР — в 1946 г.,
- Девятoe издание Фармакопеи СССР — в 1961 г.,
- Десятoe издание Фармакопеи СССР — в 1968 г.,
- Одиннадцатoe издание Фармакопеи СССР: первый выпуск — в 1987 г.; — второй выпуск — в 1989 г. (незавершённое издание). Составление, дополнение и переиздание Фармакопеи осуществлялось Фармакопейным комитетом. В XI издании на каждый препарат и общие методы их контроля были введены фармакопейные статьи.
- Двенадцатое издание Государственной фармакопеи РФ: часть первая — в 2007 г.; часть вторая — официально издана не была.
- Тринадцатое издание Государственной фармакопеи РФ было опубликовано в 2015 г.[5]
- Четырнадцатое издание Государственной фармакопеи РФ было опубликовано в 2018 г.
- Пятнадцатое издание Государственной фармакопеи РФ опубликовано 1 сентября 2023 г.

ГФ РФ XII
В период между изданиями ГФ РФ качество новых субстанций и препаратов регламентировалось с помощью фармакопейной статьи предприятия (ФСП), фармакопейной статьи (ФС) и общей фармакопейной статьи (ОФС). На подготовку ГФ XII оказало влияние участие Российской Федерации в работе Комиссии Европейской фармакопеи. ГФ РФ XII состоит из пяти частей. Финансирование осуществлялось за счёт средств от реализации.
Первая часть ГФ РФ XII издания была опубликована в 2008 году тиражом 100 тысяч экземпляров, введена в действие с 2009 года. При выпуске было подчеркнуто, что во исполнение руководящих документов каждое аптечное учреждение и предприятие оптовой торговли обязано иметь ГФ РФ XII как сборник основных стандартов и положений, нормирующих качество лекарственных средств, применяемых в фармакопейном анализе и производстве. Первая часть ГФ РФ XII содержит 45 ОФС и 77 ФС на фармацевтические субстанции, в том числе входящие в Перечень жизненно необходимых и важнейших лекарственных средств. Статьи описывают характеристики и/или свойства различных лекарственных форм, методы исследования характеристик качества лекарственных средств, ФС определяют требования к качеству лекарственных препаратов, фармацевтических субстанций и вспомогательных веществ.
В состав редакционного совета входили представители Минздравсоцразвития, Росздравнадзора, Росздрава, ФФОМС и ведущие российские учёные.
ГФ РФ XIII
В конце 2015 года была опубликована электронная версия XIII издания государственной фармакопеи Российской Федерации.
ГФ РФ XIII издания продолжит действовать в течение переходного периода, который установлен до 1 января 2022 года.
ГФ РФ XIV
Государственная Фармакопея Российской Федерации (ГФ РФ) XIV издания утверждена приказом Министерства здравоохранения Российской Федерации от 31 октября 2018 г. № 749 «Об утверждении общих фармакопейных статей и фармакопейных статей и признании утратившими силу некоторых приказов Минздравмедпрома России, Минздравсоцразвития России и Минздрава России» и вступает в действие с 1 декабря 2018 года.
В XIV издание ГФ РФ вошли 319 общих фармакопейных статей (ОФС) и 661 фармакопейная статья (ФС). Впервые введены 72 ОФС, среди которых 5 ОФС регламентируют общие положения, 16 описывают методы анализа, 18 — лекарственные формы, 1 — методы определения фармацевтико-технологических показателей лекарственных форм, 1 — метод анализа лекарственного растительного сырья и фармацевтических субстанций растительного происхождения, 21 — группы биологических лекарственных средств и методы их анализа (включая лекарственные препараты, полученные из крови и плазмы крови человека), 1 — генотерапевтические лекарственные препараты, 3 — лекарственное сырье различного происхождения, используемое в гомеопатической практике, и 6 — лекарственные формы, в которых применяются гомеопатические лекарственные препараты.
Впервые в ГФ РФ XIV издания вводятся 164 ФС, среди которых 40 ФС описывают фармацевтические субстанции синтетического и минерального происхождения, 75 — лекарственные препараты на основе этих субстанций, 8 — биологические лекарственные препараты различного происхождения (в том числе получаемые из крови и плазмы крови человека), 41 — гомеопатические фармацевтические субстанции растительного и минерального происхождения.
В последнее издание ГФ РФ включены часть действовавших до настоящего времени ОФС и ФС Государственной фармакопеи СССР (ГФ СССР) X и XI издания, ГФ РФ XII (часть 1) и XIII изданий, которые были пересмотрены и дополнены материалами с учетом современных требований, научных и практических достижений в области фармакопейного анализа. Ряд ОФС и ФС, ранее представленных в ГФ СССР X и XI изданий, ГФ РФ XII издания (часть 1), исключены из практики
Государственная фармакопея РФ XIV издания гармонизирована с требованиями зарубежных фармакопей и полностью соответствует современному уровню развития фармацевтической индустрии.

## Фармакопейная статья на субстанцию
Фармакопейная статья и Фармакопейная статья предприятия, кроме прочего, имеют следующие разделы:
- Название вещества на русском и латинском языках.
- Международное непатентованное наименование (МНН).
- Химическое название в соответствии с нормами ИЮПАК.
- Синонимы, эмпирическую и структурную формулы, относительную молекулярную массу, содержание основного действующего вещества.
- Описание содержит показатели внешнего вида лекарственного вещества.
- Критерии подлинности, в том числе характеристики УФ и ИК спектров поглощения и физические константы вещества.
- Растворимость, в том числе в воде и в этаноле.
- Кроме того, приводятся физические, физико-химические и химические показатели, допустимое содержание примесей и механических включений, условия транспортировки, хранения, сроки годности и фармакологическое действие субстанции.

## Фармакопейная статья на готовую лекарственную форму
К перечисленному выше содержит:
- испытания характеристик и параметров,
- допустимые нормы отклонений массы, объёма, размера частиц,
- однородность дозирования.